# Maîtrise (psychologie)
Pour les articles homonymes, voir Maîtrise.
La maîtrise est une notion centrale en psychologie, notamment dans les théories de l'agentivité et de l'autoefficacité (Bandura, 1977),. Elle renvoie au pouvoir d'action d'un individu, c'est-à-dire à sa capacité à agir de manière intentionnelle pour se transformer, influencer les autres, façonner son cadre de vie ou maîtriser des situations particulières. 

## Définition et traduction
L’anglicisme contrôle, faux ami partiel de l'anglais control, tend à se répandre pour exprimer la notion de maîtrise. Cependant, en français, le terme contrôle ne couvre qu'une partie du champ sémantique de l'anglais control. Alors que control peut signifier la gestion, la direction ou la maîtrise d'une situation, contrôle en français se limite souvent à l'idée de vérification ou de surveillance (Vinay & Darbelnet, 1958). Ainsi, le nom contrôle et le verbe contrôler ne traduisent pas pleinement le terme anglais. C'est pourquoi des mots comme maîtrise ou régulation et des verbes comme maîtriser, réguler ou prendre en main sont souvent préférables pour exprimer des concepts liés à la conduite volontaire ou à l'autonomie.
En psychologie, par exemple, maîtrise et régulation expriment mieux que contrôle des notions comme la maîtrise de soi (self-control), le lieu de maîtrise (locus of control) ou la régulation émotionnelle. Ces concepts relèvent de l’agentivité, c'est-à-dire du pouvoir de façonner son destin et de transformer son cadre de vie, bien au-delà d'une simple opération de surveillance ou de vérification de conformité.
La psychologie de la maîtrise étudie la notion du pouvoir d'agir sur soi ou sur son environnement, tandis que la notion de contrôle se focalise sur la surveillance et la conformité à des normes, règles ou attentes sociales. Ces normes peuvent être internes (valeurs personnelles, objectifs individuels) ou externes (règles institutionnelles, attentes culturelles). Bien que distincts, ces deux concepts sont étroitement liés et s’imbriquent dans la pratique : un contrôle (vérification) est souvent suivi d’une rectification, qui relève alors de la maîtrise.

## Fondements de la psychologie de la maîtrise

### Contexte historique et théorique
Les recherches systématiques sur la psychologie de la maîtrise prennent leur essor dans les années 1960, en parallèle des travaux fondateurs sur le stress, l’adaptation et la motivation. Les bouleversements sociaux et technologiques des Trente Glorieuses — urbanisation rapide, mutations culturelles, montée de l’individualisme — mettent en lumière un besoin croissant, pour l’individu, de se sentir au moins partiellement maître de sa vie.
Des chercheurs comme Julian Rotter (1966), avec sa théorie du lieu de maîtrise, et Albert Bandura (1977), avec le concept d’autoefficacité, montrent que la perception de la maîtrise — c’est-à-dire la croyance en sa capacité à exercer une influence — joue un rôle déterminant dans la motivation, la gestion du stress et le bien-être psychologique.

### Maîtrise réelle et maîtrise perçue
La notion de maîtrise — capacité à orienter ou moduler son action de manière consciente et autonome —, se décline en plusieurs dimensions, allant des capacités objectives d’action (maîtrise réelle) à la perception subjective de cette capacité (maîtrise perçue). Cette distinction permet de mieux comprendre les interactions entre l’individu et son environnement. La maîtrise réelle se rapporte aux compétences, ressources et moyens concrets dont dispose une personne pour agir efficacement. La maîtrise perçue correspond à la représentation que se fait l’individu de sa capacité à influencer ou à gérer une situation, indépendamment de son efficacité réelle.
Un individu peut ainsi surestimer ou sous-estimer son pouvoir d’agir, ce qui a des effets notables sur la motivation, la persévérance ou encore la santé mentale. Cette perception est façonnée par des croyances personnelles, des attentes et des expériences antérieures.
La distinction entre maîtrise réelle et perçue est au cœur de la théorie du lieu de maîtrise (Rotter, 1966), qui distingue :
- un lieu de maîtrise interne : l’individu attribue ses succès et échecs à ses propres actions ;
- un lieu de maîtrise externe : il attribue ses résultats à des facteurs extérieurs (chance, destin, influence d’autrui).

L’illusion de maîtrise — décrite notamment par Ellen Langer — illustre la tendance qu’ont certains individus à surestimer leur pouvoir sur des événements aléatoires, ce qui peut conduire à des prises de risque excessives, mais aussi jouer un rôle de levier motivationnel.

### Besoin de compétence et sentiment d’efficacité
La psychologie de la maîtrise est étroitement liée à des concepts comme le besoin de compétence, défini par Deci et Ryan dans leur théorie de l’autodétermination. Ce besoin désigne le désir fondamental de se sentir efficace dans ses interactions avec le monde. Il s’articule fortement avec le sentiment d’efficacité personnelle (Bandura, 1977), qui reflète, dans un contexte donné, la confiance d’un individu en sa capacité à accomplir une tâche.
Plus ce sentiment est élevé, plus la personne est en mesure de surmonter les obstacles et de mobiliser des stratégies d’adaptation actives. À l’inverse, un déficit de ce sentiment peut mener à l’inhibition, à la résignation apprise (learned helplessness) ou à des comportements d’évitement.
Dans certains domaines à forte charge identitaire — comme la séduction, la performance ou la parentalité —, le besoin de maîtrise peut s’exprimer avec une intensité particulière. Toutefois, s’il devient excessif ou obsessionnel, il peut générer anxiété, tensions relationnelles et épuisement psychique. Un équilibre entre l’assouvissement du besoin de maîtrise et l’acceptation de l’incertitude favorise des relations saines et une meilleure adaptation aux aléas de la vie.

## La maîtrise personnelle
La maîtrise personnelle est la capacité à diriger sa vie en gérant ses pensées, en modulant ses émotions et en rectifiant ses comportements. Elle repose sur un ensemble de compétences et de dispositions, parmi lesquelles l’autorégulation joue un rôle central. Le processus d’autorégulation permet de résister aux impulsions, de persévérer dans l’effort et de faire des choix cohérents avec ses objectifs. En se développant par l’expérience, l’apprentissage et la réflexion sur soi, cette aptitude renforce la liberté d’agir. À défaut, on devient plus vulnérable à la dispersion ou à la passivité.

### Autorégulation: maîtrise de soi et autodiscipline

#### Autorégulation: un pilotage volontaire du comportement
Lorsqu’un écart se creuse entre ce que l’on désire à l’instant et ce que l’on vise à long terme, une tension naît : faut-il céder ou résister ? La psychologie décrit la capacité à arbitrer comme un processus d’autorégulation. Il s’agit d’un ensemble de mécanismes par lesquels une personne module volontairement ses pensées, ses émotions et ses comportements en fonction d’un but choisi. Autrement dit, l’autorégulation permet de rester orienté vers ce qui compte vraiment, malgré les détours et les sollicitations.
Ce processus s’étend sur plusieurs étapes :
- la fixation d’un objectif pertinent ;
- la planification des moyens d’y parvenir ;
- le contrôle des écarts entre ce qui est fait et ce qui est visé ;
- la rectification du comportement selon les résultats obtenus[10].

Loin de se limiter à une simple résistance aux tentations, l’autorégulation mobilise un ensemble de mécanismes à la fois cognitifs (comme la mémoire de travail), affectifs (comme la régulation des émotions) et motivationnels (comme le sentiment d’efficacité personnelle).

#### Maîtrise de soi: dire non à l’envie immédiate
La maîtrise de soi (au-delà de la notion plus large de « maîtrise personnelle ») est l’un des aspects les plus visibles de l’autorégulation. Il s'agit de la capacité de réguler ses émotions, ses pensées et son comportement face aux tentations et aux impulsions. Dire non à un dessert quand on surveille sa santé, garder son calme sous provocation ou différer une récompense sont autant d’exemples concrets. Cette capacité fait appel à l’inhibition cognitive, c’est-à-dire à la faculté de bloquer une réponse automatique — d’inhiber une pulsion ou un réflexe — pour rester en accord avec ses choix profonds.
Roy Baumeister et d’autres chercheurs ont proposé la comparaison suivante : la maîtrise de soi fonctionnerait comme un muscle mental, susceptible de s’épuiser en cas d’usage intensif. C’est ce qu’on appelle l’épuisement du moi — une hypothèse débattue, mais toujours explorée. Plusieurs études ont en effet nuancé cette métaphore de la « ressource limitée » en soulignant le rôle déterminant de facteurs contextuels (comme la motivation) ou cognitifs (telles que les croyances sur la volonté) dans la capacité à résister aux impulsions,,.

#### Autodiscipline: la persévérance sans contrainte
L’autodiscipline est une disposition plus stable. Elle désigne la capacité à maintenir une conduite cohérente avec ses buts sans pression extérieure ni gratification immédiate. C’est elle qui nous pousse à réviser chaque jour, à épargner sans récompense visible ou à persévérer dans un projet personnel au fil du temps.
Angela Duckworth a montré que cette aptitude — qu’elle nomme grit ou ténacité passionnée — prédit souvent mieux la réussite que les seules capacités intellectuelles. Ce mélange de constance et d’endurance volontaire s’avère particulièrement décisif pour atteindre des objectifs ambitieux, même en l’absence d’encouragements visibles.

#### Une articulation dynamique
Ces deux capacités — résister à court terme (maîtrise de soi) et persévérer dans la durée (autodiscipline) — s’inscrivent dans le processus plus large de l’autorégulation.
Ce processus inclut également des facultés comme l’évaluation réflexive, la planification stratégique ou encore la régulation émotionnelle, qui permet de moduler l’intensité et l’expression de ses émotions selon le contexte,. Autrement dit, s’autoréguler, ce n’est pas seulement se retenir : c’est aussi penser, prévoir, corriger, en rectifiant ses comportements à la lumière d’un but personnel. Loin d’être innée, cette capacité se développe. Elle repose notamment sur les fonctions exécutives du cerveau et peut s’améliorer par la pratique, la motivation et l’apprentissage de stratégies adaptées.

### Rôle des fonctions exécutives du cerveau
La capacité de maîtrise personnelle — dans les gestes, les pensées, les impulsions — ne tient pas simplement à la volonté. Elle repose sur un ensemble de mécanismes mentaux de haut niveau : les fonctions exécutives du cerveau. Situées dans le cortex préfrontal, elles sont le véritable centre de pilotage du comportement. Elles gèrent les processus de régulation, de planification, d’inhibition et de flexibilité, notamment face à des situations complexes ou incertaines.

#### Inhibition cognitive: le freinage au service de la maîtrise
Parmi les fonctions exécutives du cerveau, l’inhibition cognitive joue un rôle décisif. Elle permet de suspendre une réponse impulsive, souvent automatique, pour la remplacer par une solution réfléchie. Ce processus agit comme un freinage mental actif, indispensable au bon fonctionnement du raisonnement. Olivier Houdé, qui en a souligné l’importance dans le développement de l’intelligence, affirme qu’apprendre, c’est souvent désapprendre. Autrement dit, progresser intellectuellement suppose de savoir désactiver certaines habitudes mentales — même séduisantes — pour accéder à une pensée plus souple et mieux maîtrisée,.
Ce mécanisme d’inhibition est un véritable levier de pilotage mental. Il permet à l’individu de réguler ses actions et ses choix en tenant compte du contexte, des buts poursuivis et des exigences cognitives de la situation. En cela, il participe pleinement à l’édification d’une maîtrise personnelle fondée sur l’autorégulation.

#### Mémoire de travail et flexibilité cognitive
L'inhibition n’agit pas seule et s’articule avec deux autres composantes majeures des fonctions exécutives : la mémoire de travail, qui maintient temporairement en tête les informations pertinentes pour orienter une action, et la flexibilité cognitive, qui permet d’ajuster sa pensée quand les règles évoluent ou qu’un changement de perspective devient nécessaire.
Ces trois fonctions exécutives se déploient dans de nombreux actes de la vie quotidienne. Par exemple, un étudiant prépare un examen. Il devra retenir des concepts (mémoire de travail), résister à la tentation de consulter son téléphone (inhibition cognitive) et changer de méthode s’il constate que ses résultats stagnent (flexibilité cognitive). Ces facultés agissent de concert pour l’aider à s’autoréguler et à progresser vers son objectif.

#### Un fondement pour la neuropédagogie
Les recherches en neuropédagogie, dont Houdé est l’un des représentants en France, montrent que l’inhibition n’est pas un blocage, mais un instrument d’apprentissage. En mathématiques ou en raisonnement logique, les erreurs ne naissent pas d’un manque d’intelligence, mais souvent d’un réflexe inadapté. En s’exerçant à inhiber leurs réponses réflexes, les élèves ne font pas que se discipliner : ils accèdent à une pensée plus libre, mieux régulée.

#### Agentivité et sentiment de maîtrise: deux niveaux distincts
Au-delà des fonctions exécutives, le sentiment d’agentivité — cette impression intime d’être l’auteur de ses propres actions — repose sur des mécanismes cérébraux spécifiques. Les recherches en neuro-imagerie ont mis en évidence le rôle central du cortex pariétal postérieur et du cervelet dans la coordination entre l’intention motrice et la perception du résultat. Ce couplage sensorimoteur permet au cerveau de distinguer une action volontaire d’un événement subi. Autrement dit, il donne le sentiment que ce qui se passe est bien la conséquence de ce que nous avons décidé ou entrepris.
Cette agentivité de base, ancrée dans le traitement sensorimoteur, se distingue toutefois du sentiment de maîtrise subjective, qui mobilise des réseaux plus étendus et intégrateurs. Tandis que l’agentivité reflète le vécu immédiat d’une action entreprise, la maîtrise concerne une évaluation plus large de notre capacité à influencer activement notre environnement, y compris face à l’incertitude, à l’effort ou à la résistance du réel,.
Le sentiment de maîtrise mobilise donc des réseaux cérébraux plus vastes :
- le cortex préfrontal, impliqué dans l’évaluation des conséquences à long terme et la planification ;
- le striatum, associé à l’anticipation des récompenses et à la motivation à l’action ;
- le cortex insulaire, qui contribue à la conscience des états internes et à la cohérence entre intentions et ressentis.

Les illusions de maîtrise — comme croire avoir provoqué un son ou un événement que l’on n’a pas déclenché — révèlent à quel point le cerveau est prompt à interpréter les corrélations temporelles comme des liens causaux. Ce biais adaptatif, généralement utile, devient pathologique lorsqu’il se dérègle. Il éclaire des troubles comme la schizophrénie, où l’agentivité est fragmentée (certaines pensées ou actions étant perçues comme extérieures), ou encore les troubles anxieux, où la maîtrise subjective se trouve affaiblie, au profit d’un sentiment d’impuissance,.

### Renforcer la maîtrise personnelle: quelques pistes
Voici quelques leviers identifiés par les chercheurs pour se sentir maître de ses choix et de ses actes.

#### Éducation émotionnelle dès l’enfance
Dès les premières années, apprendre à reconnaître, nommer et comprendre ses émotions jette les bases d’une autorégulation efficace. D’après Susanne Denham, l’intégration explicite de la gestion des émotions dans les programmes scolaires favorise le développement de l’inhibition comportementale et le respect des règles sociales.

#### Pleine conscience
La pleine conscience consiste à porter une attention volontaire, sans jugement, à l’instant présent. Selon Yi-Yuan Tang, Britta Hölzel et Michael Posner, cette pratique favorise la régulation émotionnelle en atténuant les réactions automatiques face au stress ou à la frustration. Plusieurs études suggèrent qu’elle stimule les régions cérébrales impliquées dans l’inhibition, la prise de décision et la conscience de soi.

#### Clarté des objectifs
Selon la théorie du traitement de l’information orientée vers un but (Carver & Scheier), la régulation efficace repose sur un système de comparaison entre l’état actuel et l’état désiré. Plus les objectifs sont clairs et réalistes, plus la motivation s’ancre dans des repères internes stables.

#### Entraînement progressif
D’après Roy Baumeister, la maîtrise de soi fonctionne comme un muscle : elle peut s’affaiblir par sursollicitation, mais aussi se renforcer par l’exercice. Des tâches modestes, comme résister à une envie passagère ou différer une gratification, pourraient, selon le modèle de la force de la volonté (strength model), accroître la capacité à faire face à de futures tentations,.

### Principaux obstacles
Certaines circonstances fragilisent notre capacité à nous maîtriser, sans pour autant l’abolir. Le stress chronique, la surcharge cognitive, l’accumulation d’émotions non exprimées, un cadre de vie instable ou un sentiment d’isolement social peuvent grignoter nos ressources. Dans ces conditions, il devient plus difficile de résister aux automatismes ou de faire des choix réfléchis. Il ne s’agit pas d’un défaut de volonté, mais d’une baisse temporaire de la disponibilité autorégulatrice. C’est pourquoi la psychologie contemporaine souligne que la maîtrise personnelle dépend autant du contexte que de l’effort.

## La maîtrise sur le monde environnant
La maîtrise de son environnement ne consiste pas à imposer sa volonté ou à s’assurer d’un pouvoir sur les choses : elle commence par une capacité à se repérer, à organiser les conditions de son action, à interagir lucidement avec autrui et à participer à la définition des règles collectives. Elle se module selon les cultures, les contextes et les possibilités réelles d’agir. C’est une compétence située, jamais acquise une fois pour toutes.

### Maîtrise spatiale: se situer dans le monde
Avant de pouvoir transformer son environnement, il faut pouvoir s’y repérer. Le besoin de se situer dans l’espace, de le comprendre et de s’y orienter relève d'une forme primaire de maîtrise. La psychologie cognitive parle ici de représentations mentales de l’espace ou de cartes cognitives (Tolman, 1948). Ces schémas internes permettent d’anticiper les déplacements, de planifier des trajets ou de se sentir en sécurité dans un lieu connu.
Ce besoin de repères spatiaux n’est pas uniquement pratique : il engage aussi l’affectif et l’existentiel. Le géographe Yi-Fu Tuan (1977) a montré que l’expérience de l’« habiter » repose sur la possibilité de s’approprier un espace, de le nommer, de l’inscrire dans une mémoire. Ainsi, la maîtrise spatiale préfigure toute autre forme de pouvoir d’agir : sans localisation, pas de trajectoire.

### Maîtrise de l’environnement physique: façonner ses conditions de vie
Nos choix ne s’exercent jamais dans le vide. L’environnement physique façonne en permanence nos possibilités d’action, de développement ou d’épanouissement. C’est pourquoi la psychologie environnementale s’intéresse à la manière dont un cadre de vie peut favoriser ou entraver le bien-être,.
Selon Rachel et Stephen Kaplan (1989), un environnement structuré, prévisible et appropriable contribue à la motivation et au sentiment de compétence. Il ne s’agit pas seulement d’évoluer dans un lieu agréable, mais de disposer des moyens concrets de modeler son environnement — par l’organisation des espaces, la planification, la gestion des ressources ou la construction d'habitudes quotidiennes efficaces. Cette forme de maîtrise constitue un levier pour la persévérance face aux obstacles.

### Maîtrise sociale: agir avec et sur les autres
La maîtrise sur l’environnement s’exerce aussi dans les interactions humaines. Elle suppose des compétences sociales, c’est-à-dire la capacité à communiquer clairement, entretenir des liens équilibrés, coopérer, influencer, négocier ou encore désamorcer des tensions.
La psychologue Carolyn Saarni (1999) parle de compétence émotionnelle pour décrire cette faculté à réguler ses émotions dans un contexte social, à les exprimer de manière adaptée et à comprendre celles des autres. Ces habiletés, en interaction avec la confiance en soi et les capacités d’écoute, renforcent la maîtrise de ses rapports sociaux et facilitent l’adaptation collective.

### Soumission à des normes et pouvoir d’agir: du contrôle social à la maîtrise sociale
Mais peut-on vraiment maîtriser son environnement social si l’on ne participe pas à l’élaboration des règles qui l’organisent ? Le sociologue Jean-Daniel Reynaud (1997) distingue deux formes de régulation sociale.
- La régulation autonome désigne la capacité des acteurs à participer activement à la formulation des normes qui encadrent leur groupe. Ces règles sont coconstruites, adaptées au contexte, ouvertes à la rectification.
- La régulation de contrôle, quant à elle, repose sur l’imposition de normes par une instance extérieure (institution, hiérarchie, autorité étatique), qui en vérifie ensuite la conformité.

Ce second type de régulation s’apparente à ce que la sociologie appelle plus largement contrôle social : un ensemble de dispositifs — explicites ou diffus — par lesquels une société oriente les comportements, prescrit des conduites et sanctionne les écarts. Il s’exerce tantôt de manière formelle (lois, règlements), tantôt de manière informelle (pression du groupe, normes implicites).
Comme le souligne Reynaud, « la régulation autonome [...] suppose que les règles peuvent être conçues autrement que comme des contraintes imposées par un pouvoir légitime ». La véritable maîtrise sociale ne consiste donc pas uniquement à s’adapter aux normes : elle réside aussi dans la possibilité de les discuter, de les infléchir, voire de les transformer.

### Approches culturelles de la maîtrise: entre autonomie et interdépendance
Les recherches en psychologie interculturelle montrent que la notion de maîtrise n’a rien d’universel. Selon Hazel Markus et Shinobu Kitayama (1991), les cultures occidentales tendent à privilégier une forme de maîtrise indépendante, centrée sur l’autonomie individuelle, la détermination personnelle et la transformation du monde extérieur. En revanche, les cultures collectivistes valorisent une agentivité interdépendante, qui s’exprime par l’adaptation harmonieuse au groupe, la découverte de son rôle, le respect des relations hiérarchiques.
Comme le montrent Morling et ses collaborateurs (2002), cette variabilité culturelle invite à nuancer les modèles universalistes de la maîtrise, souvent fondés sur une conception individualiste de l’action. Maîtriser, ce n’est pas toujours imposer sa volonté : c’est parfois s’accorder avec le monde.

## La maîtrise exercée par autrui
La psychologie sociale est l'un des domaines de la psychologie qui étudie les techniques de persuasion et l’influence exercée par une personne ou un groupe sur autrui, depuis l’échange coopératif jusqu’à l’emprise. Présente dans les sphères intime, professionnelle ou spirituelle, cette influence s’exerce aussi à travers l’éducation, la propagande ou la publicité, qui peuvent, sous couvert d’encadrement, dériver vers la manipulation psychologique.

### Harcèlement, emprise et privation de maîtrise
Marie-France Hirigoyen, dans ses travaux sur le harcèlement moral, illustre comment des dynamiques aliénantes peuvent traverser le couple, la famille ou le monde professionnel. Elle souligne des mécanismes communs : violence perverse, inversion des responsabilités et emprise psychique visant à détruire l’autonomie de la victime. Gérard Lopez prolonge cette analyse en décrivant l’emprise comme une domination perverse, notamment dans les contextes familiaux (maltraitance, inceste) ou professionnels, à travers une approche victimologique qui compare l’agresseur à un « vampire » psychique, qui aspire les ressources de sa proie.
Ces psychiatres français soulignent que le harcèlement moral et l’emprise psychologique, bien que polymorphes, partagent une finalité destructrice : le déni systématique du droit à l’intégrité mentale. Leur reconnaissance juridique et clinique récente (comme en témoigne la loi française de 2020 sur l’emprise conjugale) constitue un jalon important dans la protection des victimes, mais aussi dans la compréhension des logiques de pouvoir qui structurent – et parfois parasitent – les relations interpersonnelles,,.

### Relations amoureuses
Dans une relation amoureuse, l’influence mutuelle est naturelle : elle repose sur l’ajustement, la réciprocité et la confiance. Toutefois, cette influence devient problématique lorsqu’elle bascule en prise de pouvoir émotionnelle, notamment lorsqu’un partenaire impose ses choix (explicitement ou par chantage affectif), quand toute critique est perçue comme une trahison ou quand l’autonomie s’efface au profit d’une fusion contrainte.
Une étude de Schoebi & Randall (2015) sur les dynamiques émotionnelles dans la relation de couple montre que les conflits surviennent plus fréquemment et sont plus dommageables lorsque l’un des partenaires adopte des stratégies de retrait émotionnel et de suppression du désaccord, conduisant à une détérioration de l’intimité et du bien-être relationnel. Par ailleurs, la théorie de l’attachement de Mikulincer & Shaver (2005) explique comment l’absence de régulation affective conjointe — notamment le manque de capacité à exprimer un désaccord serein — favorise l’anxiété et la dépendance émotionnelle, pavant le terrain de l’emprise.
La peur de perdre l’autre, souvent exploitée pour obtenir soumission ou silence, ne peut être surmontée que par le respect du droit fondamental au désaccord sans représailles. Dès que ce droit disparaît, la relation cesse de fonctionner comme un espace partagé et se transforme en un dispositif de domination affective.

### Coaching et accompagnement
Les interventions d’accompagnement personnel (coaching, développement personnel, direction spirituelle) s’inscrivent dans une relation asymétrique: le praticien dispose d’un savoir ou d’une méthode visant à renforcer l’autonomie du client. La British Psychological Society attire l’attention sur le potentiel de dépendance lié à ce « pouvoir sapientiel » et recommande notamment la mise en place d’un contrat clair pour prévenir les conflits d’intérêts et garantir la protection de l’autonomie du client (BPS, 2021).
Lorsque l’autonomie du sujet, le consentement libre et éclairé et la transparence des objectifs sont respectés, l’accompagnement peut effectivement favoriser la maîtrise de soi et l’agentivité. Ce principe est fondé dans les pratiques de conduite fondée sur le respect de l’autonomie, où le praticien soutient une prise de décision éclairée et durable tout en préservant l’indépendance du client (Passmore & Mortimer, 2011).
En revanche, l’International Coach Federation met en garde contre les pratiques abusives : toute prétention à détenir une vérité universelle, la mise en place d’une dépendance prolongée, la culpabilisation des échecs ou l’interdiction de toute remise en question constituent des dérives éthiques caractérisées (ICF, 2025). Dans ces cas, la relation d’accompagnement cesse d’être source d’émancipation pour devenir un instrument de domination psychologique, au détriment du jugement critique du sujet.

### Milieux fermés et modelage identitaire
Lorsque l’influence se radicalise, elle tend à s’inscrire dans une logique de milieu fermé. L’individu se trouve alors soumis à une reconfiguration progressive de son identité. Cette transformation repose sur plusieurs procédés : filtrage des informations jusqu’à l’isolement, manipulation du langage par l’introduction d’un jargon spécialisé ou la redéfinition des mots, instrumentalisation de la culpabilité (confession obligatoire, remords comme levier de soumission), dichotomie manichéenne entre un groupe supposément pur et un monde extérieur corrompu, pression affective renforcée par la menace d’exclusion.
Ces techniques, analysées notamment par Robert Jay Lifton, conduisent à une dépossession de la maîtrise personnelle au profit d’une dépendance psychique et identitaire vis-à-vis du groupe et de sa direction, comme on l’observe dans les régimes totalitaires ou les organisations sectaires.

### Repérage des dérives: le modèle CIPÉ
Pour repérer les situations où l’influence dérive vers l’exploitation mentale, Steven Hassan propose le modèle CIPÉ de la domination autoritaire (ou BITE Model of Authoritarian Control), qui distingue quatre formes d’atteinte à la souveraineté psychique :
- comportement (Behaviour) : imposition d’horaires, de gestes, de restrictions matérielles ;
- information (Information) : censure des sources extérieures, double discours, falsification des faits ;
- pensée (Thought) : formatage idéologique, langage codé, disqualification des critiques ;
- émotions (Emotion) : recours à la peur, à la honte, à la culpabilité comme leviers d’obéissance[50].

Pour préserver sa propre maîtrise dans une relation d’aide ou d’influence, certains repères demeurent essentiels : le droit de se retirer librement d’un dispositif, sans justification ni pression ; la confrontation des discours à d’autres approches (scientifiques, philosophiques, critiques) ; une vigilance lexicale à l’égard des formulations absolues et des promesses catégoriques ; enfin, la possibilité effective d’exprimer ses doutes ou son désaccord sans être puni ou disqualifié.

## Les biais et illusions
Plusieurs biais cognitifs influencent la perception de la maîtrise.

### Illusion de maîtrise
Langer a montré que les individus surestiment souvent leur prise sur des événements peu ou non maîtrisables, ce qui peut conduire à des décisions irrationnelles. Par exemple :
- dans les jeux de hasard (comme les loteries ou les machines à sous), les joueurs croient parfois pouvoir influencer le résultat par des rituels ou des stratégies, alors que ces événements sont purement aléatoires ;
- dans les décisions financières, certains investisseurs pensent pouvoir prédire les fluctuations du marché, ce qui les amène à prendre des risques excessifs ;
- dans la vie quotidienne, des personnes peuvent surestimer leur capacité à gérer l'imprévisible, comme la circulation routière ou les résultats sportifs[6].

Évaluer de manière réaliste son degré de maîtrise et reconnaître ses limites permet de prendre des décisions éclairées et d’éviter les pièges de l’illusion de maîtrise.

### Lieu de causalité et sentiment de maîtrise
Averill et Weiner ont exploré la façon dont les individus attribuent leurs succès ou échecs à des causes internes ou externesL L'attribution causale influence ainsi leur sentiment de maîtrise,. Par exemple, attribuer un échec à un manque d'effort (cause interne) peut renforcer la motivation, tandis que l'attribuer à la malchance (cause externe) peut diminuer le sentiment de maîtrise. Le lieu de causalité influence l'estime de soi et le bien-être émotionnel.

### Approche triptyque d'Averill
James Averill propose une vision structurée des émotions en trois dimensions fondamentales : autonomie, affiliation et maîtrise. Selon cette approche, la maîtrise renvoie à la perception qu'a un individu de son pouvoir d'influence sur les événements et les circonstances de sa vie. Cette dimension est étroitement liée au sentiment de maîtrise et joue un rôle clé dans la régulation des émotions (Averill, 1999). Par exemple, face à une situation stressante comme un examen, un fort sentiment de maîtrise aide à mieux gérer ses émotions et à rester concentré.

## Synthèse
Qu'elle soit perçue ou réelle, individuelle ou collective, la maîtrise influence notre bien-être, nos relations interpersonnelles et notre capacité à surmonter les difficultés de la vie. Explorer ses multiples dimensions — de la régulation des émotions à la gestion des environnements sociaux et physiques —, c'est mieux comprendre nos comportements et développer des stratégies pour renforcer le sentiment d'être maître de sa vie. Cependant, cette quête de maîtrise doit s'accompagner d'une reconnaissance réaliste de ses limites, car lâcher prise et accepter les facteurs imprévisibles et non maîtrisables est tout aussi essentiel à l'équilibre psychologique. Comment cultiver un sentiment de maîtrise dans un monde incertain ?